# Guazzora
Guazzora és un municipi situat al territori de la província d'Alessandria, a la regió del Piemont (Itàlia). Limita amb els municipis d'Alzano Scrivia, Castelnuovo Scrivia, Isola Sant'Antonio, Molino dei Torti i Sale.
Pertany al municipi la frazione de Montemerlo.